# Yakıntaş, Bafra
Yakıntaş là một xã thuộc huyện Bafra, tỉnh Samsun, Thổ Nhĩ Kỳ. Dân số thời điểm năm 2010 là 728 người.